# 喬爾納里奇卡
48°5′9″N 24°52′7″E / 48.08583°N 24.86861°E
喬爾納里奇卡（烏克蘭語：Чорна Річка），是烏克蘭的村落，位於該國西部伊萬諾-弗蘭科夫斯克州，由韋爾霍維納區負責管轄，處於里奇卡河畔，始建於1910年，面積2平方公里，2001年人口357。